# Secuestrado (novela de Robert Louis Stevenson)
Secuestrado, o Raptado, (título original: Kidnapped) es una novela histórica de aventuras escrita por el escocés Robert Louis Stevenson, prepublicada en la revista Young Folks entre mayo y julio de 1886 y editada en formato de libro el mismo año. Desde entonces la novela ha atraído la atención de autores tan disímiles como Henry James, Jorge Luis Borges o Seamus Heaney. Una continuación, Catriona, apareció en 1893. La primera edición en español es de 1898 y se titula Aventuras de David Balfour.
El título completo del libro refiere la trama: Secuestrado: Memorias de las aventuras de David Balfour en el año 1751: Cómo fue secuestrado y naufragó; sus sufrimientos en una isla desierta; su viaje a las salvajes Highlands; su encuentro con Alan Breck Stewart y otros célebres jacobitas de las Highlands; con todo lo que sufrió a manos de su tío, Ebenezer Balfour, falsamente llamado de Shaws; escrito por él mismo y ahora presentado por Robert Louis Stevenson. 
La obra aprovecha el trasfondo de unos acontecimientos en la Escocia del siglo XVIII; como un célebre asesinato sin resolver que tuvo lugar en Appin, al oeste de Escocia, el 14 de mayo de 1752, tras el alzamiento jacobita de 1745. Muchos de los personajes y uno de los protagonistas, Alan Breck Stewart, tienen existencia real. Igualmente la situación política del momento es retratada desde diferentes puntos de vista y las Tierras Altas de Escocia son tratadas con simpatía.
Una obra reciente (de enero de 2010) muestra como Stevenson estaba inspirado por una historia verdadera de principios de siglo XVIII. James Annesley, poseedor de cinco títulos nobiliarios fue secuestrado por su tío a la edad de doce años y embarcado rumbo a América desde Dublín en 1728. Trece años después logró escapar y llevar a su tío frente a la justicia.